# 松崎健一
松崎 健一（まつざき けんいち、1950年10月15日 - ）は、日本の脚本家。主にアニメ作品を手がける。日本脚本家連盟会員。

## 来歴
東京都出身。中央大学付属高等学校在学中からSF大会などに参加し、拓殖大学商学部在学中にSFビジュアル系の同人会SFセントラルアートを運営。仲間の高千穂遙（当時は竹川公訓）、宮武一貴、加藤直之と共にクリスタルアートスタジオを設立。1974年にスタジオぬえへ改組する。
初期はイラストレーターとして活動し、『宇宙戦艦ヤマト』の前身の企画ではヤマトの原案となる「アステロイドシップ」をデザインし、同作品中では複数の敵メカニックも手がけていた。『無敵鋼人ダイターン3』より脚本家へ転向した後、日本サンライズ（現・サンライズ）などのロボットアニメ作品に参加。『機動戦士ガンダム』ではSF考証も担当し、近未来の世界観創出に貢献した（後述）。
スタジオぬえでは高千穂に次ぎ2代目社長に就任。自社企画作品として『超時空要塞マクロス』、『超時空世紀オーガス』を発表し、シリーズ構成と脚本も手がけた。『超時空要塞マクロス』の登場人物、町崎健一の名前の由来ともなっている。その後は退社してフリーとなり、アニメだけでなく、ゲームの原作・脚本なども執筆している。

## ガンダムでの役割
筋金入りのSFファンとしてスペースコロニー、ミノフスキー粒子、ソーラ・システムなどの各種SF設定を行い、富野喜幸（現・富野由悠季）監督のイメージする作品世界を支えた。さらに、スタジオぬえの河森正治らが係わった同人誌『Gun Site』上で行われたガンダムの詳細なSF考証に注目し、これを『月刊OUT』編集部と共同で『ガンダムセンチュリー』にまとめた。このムックは、作品外で世界観を深化させるガンダムシリーズ独特の設定文化を生み出すきっかけとなった。松崎は制作者の一員でありながら、作品に参加する楽しみ方をファンに示した存在でもあった。
当初、モビルスーツの有用性を説明するためのレーダー撹乱兵器として考案したミノフスキー粒子は、「ミノフスキー物理学」と呼ばれるマニアックな疑似科学に拡大することになる。松崎が講師として専門学校に招かれた際、「ガンダムやマクロスのシナリオライター」と紹介されても受けがよくなかったが、「あのミノフスキー粒子を創った人です」と補足されると一気に教室が沸いたという。
脚本を担当した放送話では入浴シーンが多かったことから、「浴場ライター」なるあだ名を頂戴したこともある。

## 主な作品
- 宇宙戦艦ヤマト（メカニックデザインのクリンナップ）
- 無敵鋼人ダイターン3
- 闘士ゴーディアン
- 機動戦士ガンダム（脚本・設定・SF考証）
- 無敵ロボ トライダーG7（第7話のみ）
- ムーの白鯨
- 伝説巨神イデオン
- サンダーバード（パイロット版（TV未放映））
- 銀河旋風ブライガー
- テクノポリス21C
- 超時空要塞マクロス（脚本・シリーズ構成）
- 超時空世紀オーガス（脚本・シリーズ構成）
- ガルフォース ETERNAL STORY（SF考証）
- 機甲戦記ドラグナー
- バブルガムクライシス
- ヘル・ターゲット（原作・脚本・プロデューサー）
- PEACH COMMAND 新桃太郎伝説（コンセプトアドバイザー）
- ドラゴンスレイヤー英雄伝説 王子の旅立ち
- Z.O.E Dolores, i
- ゾイドジェネシス
- ウェディングピーチ（シナリオ）
- エレメンタルアーツ（シナリオ）